# چاز پالمینتری
چاز پالمینتری (انگلیسی: Chazz Palminteri؛ زادهٔ ۱۵ مهٔ ۱۹۵۲) هنرپیشه، کارگردان و پدیدآور اهل ایالات متحده آمریکا است. وی از سال ۱۹۸۴ میلادی تاکنون مشغول فعالیت بوده‌است.

## بخشی از فیلمشناسی
از فیلم‌ها یا برنامه‌های تلویزیونی که وی در آن نقش داشته‌است می‌توان به آثار زیر اشاره کرد.
- آخرین اژدها (۱۹۸۵)
- اسکار (فیلم ۱۹۹۱) (۱۹۹۱)
- داستانی از برانکس (۱۹۹۳)
- گلوله‌ها بر فراز برادوی (۱۹۹۴)
- خانواده پرز (۱۹۹۵)
- مظنونین همیشگی (۱۹۹۵)
- آخرین حرف (۱۹۹۵)
- جید (فیلم) (۱۹۹۵)
- باوفا (۱۹۹۶)
- شیاطین (فیلم ۱۹۹۶) (۱۹۹۶)
- آبشارهای مالهالند (۱۹۹۶)
- جارو جنجال (۱۹۹۸)
- شبی در راکسبری (۱۹۹۸)
- اجساد ممتاز (۱۹۹۹)
- تحلیل این (۱۹۹۹)
- استوارت کوچولو (۱۹۹۹)
- بانو و ولگرد ۲: ماجراجویی اسکمپ (۲۰۰۱)
- پایین به زمین (۲۰۰۱)
- خوره‌های بیلیارد (۲۰۰۲)
- نوئل (۲۰۰۴)
- شنل‌قرمزی (فیلم ۲۰۰۵) (۲۰۰۵)
- حیوان (فیلم ۲۰۰۵) (۲۰۰۵)
- در میکس (۲۰۰۵)
- دویدن از ترس (۲۰۰۶)
- آرتور و نامرئی‌ها (۲۰۰۶)
- مرد کوچک (۲۰۰۶)
- افسانه (فیلم ۲۰۱۵) (۲۰۱۵)
- فوتبال‌دستی (انیمیشن ۲۰۱۳) (۲۰۱۵)
- دالاس (مجموعه تلویزیونی ۱۹۷۸) (۱۹۸۹)
- خانواده امروزی (۲۰۱۰–۲۰۱۷)